# Baugi

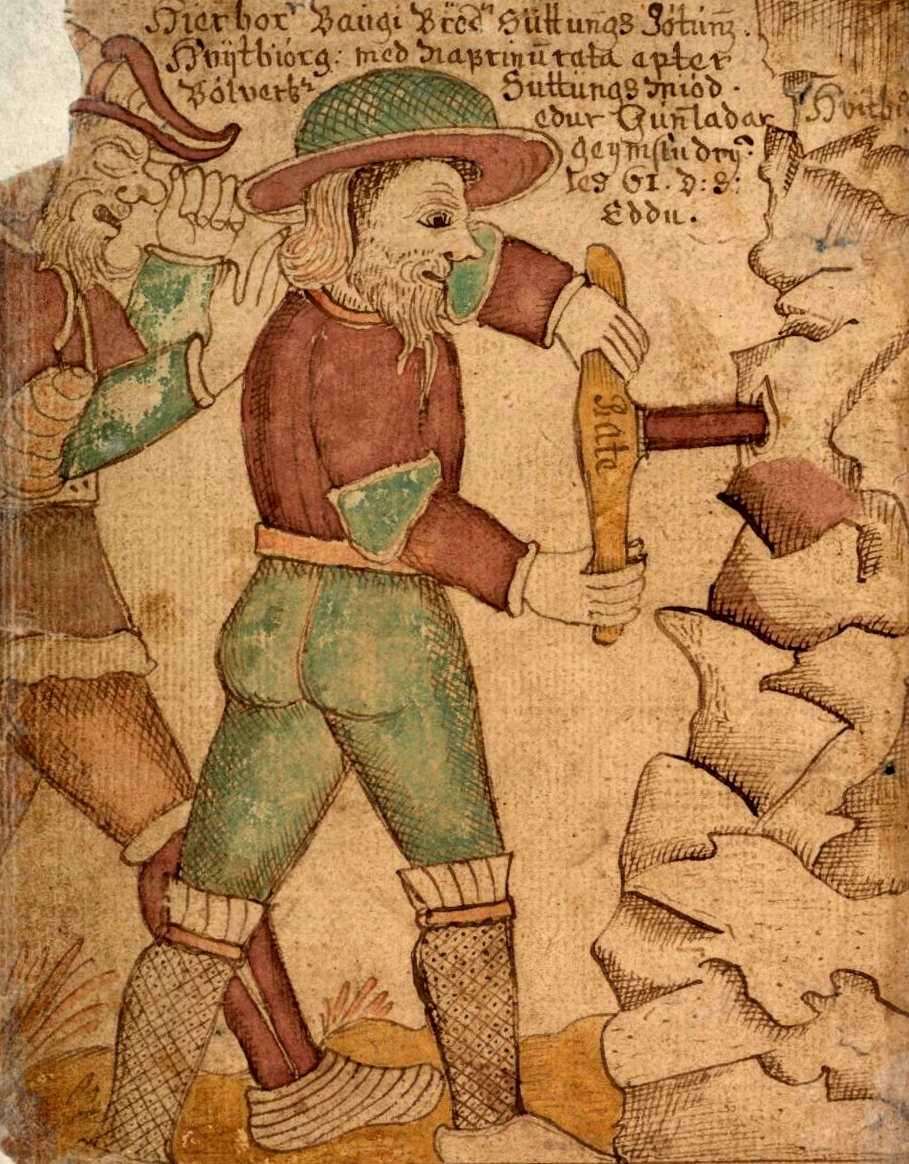
Baugi taladrando la montaña para que Odín pueda entrar. Ilustración de un manuscrito islandés del

En la mitología nórdica, Baugi era un Jotun y hermano de Suttung, quien había escondido la hidromiel de la poesía luego de obtenerla de Fjalar y Galar, quienes habían matado al padre de Suttung (el tío de Baugi: Gilling).
Odín decidió conseguir dicha hidromiel y trabajó para Baugi, un granjero, por un verano entero y luego pidió un pequeño sorbo de ella. Baugi se escondió taladrando en una montaña, y Odín se convirtió en una serpiente y se arrastró. Dentro, Gunnlod, la hija de Suttung, estaba custodiando pero la persuadió para que le diera tres sorbos; Odín bebió todo el hidromiel, se convirtió en un águila y escapó.
- Datos: Q811377